# ゲオルク・ブシュナー
ゲオルク・ブシュナー（ドイツ語: Georg Buschner、1925年12月26日 - 2007年2月12日）は、ドイツ民主共和国の元サッカー選手元サッカー指導者。元ドイツ民主共和国代表選手及び元同代表監督。選手時代のポジションはDF。

## クラブ歴
1.SVゲーラの下部組織出身でトップチームに昇格した。1952年にモトル・イェーナに移籍し、1958年に引退した。

## 代表歴
1954年9月26日に行われたポーランド代表との親善試合で代表初出場を記録した。その後1957年に4試合に出場し、合計6キャップを有した。

## 指導歴
選手引退後はそのままモトル・イェーナの監督に就任し、12年間の指導を行った。クラブは彼が監督として指揮している間にカールツァイス・イェーナに改称した。
1970年にドイツ民主共和国代表監督に就任した。監督としてミュンヘンオリンピックで銅メダル、1974 FIFAワールドカップに出場、モントリオールオリンピックで金メダルを獲得し、同国代表史上最高の成績を残した。

## 私生活
1944年に国家社会主義ドイツ労働者党に入党したが、第二次世界大戦後はドイツ社会主義統一党に入党した。また、1966年から1971年にかけてはゲオルクのコードネームでシュタージへ情報提供を行っていた。
2007年2月12日に前立腺癌の為に歿した。